# Андромах (врач)
Андрома́х (др.-греч. Ἀνδρόμαχος, лат. Andromachus; I век н. э.) — придворный врач императора Нерона, уроженец острова Крит.
Особенно прославился изобретением целебного средства против животных ядов (так называемого териака). Изготовление этого средства он сам описал в одном стихотворении, которое дошло до нас в сочинении Галена «De antidotis» (издано в Нюрнберге в 1754 году, а также напечатано в «Poetae didactici», 2 т., Пар., 1851).
Младший брат Андромаха был также придворным врачом Нерона и написал отрывок о силе действия и изготовлении лекарств.